# Palais Royal - Musée du Louvre (metrostation)
Palais Royal – Musée du Louvre er en station på metrolinjerne 1 og 7 i metronettet i Paris, beliggende i 1. arrondissement. Stationen blev åbnet for linje 1 19. juli 1900. For linje 7 åbnede stationen 1. juli 1916.

## Historik
Frem til 1989 hed stationen kun Palais Royal. Den fik sit nye navn, da Palais-Royal og museet Louvre blev renoveret, og metrostationen fik indgang til museets nederste gallerier via Carrousel du Louvre.
Stationen var en del af Paris' første metrolinje mellem Porte Maillot og Porte de Vincennes. I 1916 blev stationen desuden endestation for linje 7, som forbandt Palais Royal med Porte de la Villette. Den næste ændring fandt sted omkring 1960, da perronerne på linje 1 blev forlænget til 90 meter for at kunne betjene de nye, længere metrotog.
I 1989 blev linje 1's perroner forbundet med det underjordiske indkøbscenter Carrousel du Louvre, hvorfra der er adgang til museet. Stationen fik samtidig nyt navn, så turister lettere kunne finde frem til museet. Den følgende station på linje 1 (Louvre - Rivoli) hed tidligere Louvre, hvilket fik mange, der ønskede at besøge museet, til at stå af her.
Til minde om trediveårsjubilæet for samarbejdet mellem metroselskaberne i Mexico City og Paris blev stationen udsmykket med et freskomaleri kaldt «La pensée et l'âme huicholes» i 1997. Kunstneren bag maleriet er shamanen Santos de la Torre, som skabte det af to millioner perler med en diameter på to millimeter. Til gengæld modtog Mexico City en klassisk parisisk indgang til en metrostation, designet af Hector Guimard. Indgangen blev installeret på stationen Bellas Artes.

## Adgang til metroen
Stationen har fire vigtige indgange:
- Carrousel du Louvre: Denne blev bygget i 1989, og giver via linje 1's perroner adgang til Louvres nederste gallerier via det underjordiske indkøbscenter.
- Place du Palais Royal (1) (mellem Palais Royal og Louvre): Indgangen befinder sig midt på Place du Palais Royal og har en original indgang, designet af Hector Guimard i art nouveau-stil.
- Place du Palais Royal (2) (mellem Palais Royal og Louvre): en senere bygget indgang som befinder sig på den vestlige side af Place du Palais Royal.
- Place Colette (ved Palais Royals sydvestlige hjørne): Denne indgang fik nyt design i anledning af metroens 100-års jubilæum i 2000. Jean-Michel Othoniels Kiosque des Noctambules blev placeret her. Den består af to kupler, hvoraf den ene repræsenterer dag og den anden nat. Kuplerne er konstrueret af store glasperler, trådet på en bærekonstruktion af aluminium. Designet er moderne og bryder med Place Colettes klassiske, parisiske udseende.

## Trafikforbindelser
- RATP

- Mindeskilt ved Hector Guimards art nouveau-indgang
- Indgangen på Place du Palais Royals vestside
- Linje 1s perron
- Linje 7